# Chiesa di San Giacomo e San Cristoforo (Poggio)
La chiesa di San Giacomo e San Cristoforo è la chiesa parrocchiale di Poggio, frazione di Forlì. Si trova inserita nella Diocesi di Forlì-Bertinoro.

## Storia
Le origini della chiesa risultano sconosciute. Nella Descriptio provinciæ Romandiolæ viene citato Poggio, con la presenza di dodici focolari ed è presumibile la presenza di un luogo di culto.
La chiesa è dedicata ai santi Giacomo e Cristoforo, spesso associati nel culto in quanto protettori dei pellegrini. 
Fra il 1833 e il 1843 la chiesa è stata riedificata su disegno di Giuseppe Missirini. 

## Descrizione

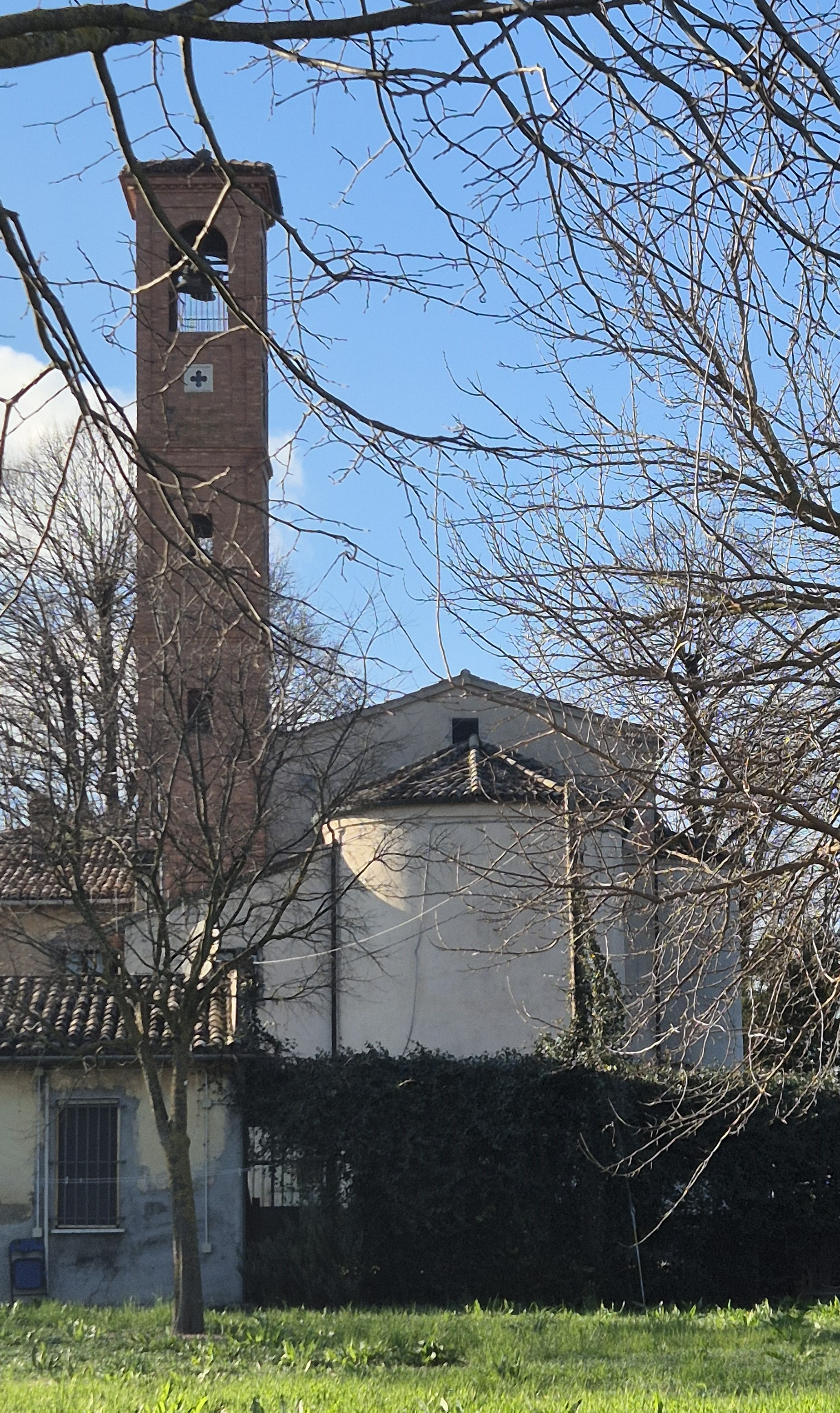
Chiesa di San Giacomo e San Cristoforo, Poggio (abside)

La chiesa si presenta in forme neoclassiche semplici e con l'uso di mattoni più tipico del Romanico. Tuttavia bisogna considerare che si tratta di una piccola chiesa di campagna e dunque più modesta rispetto a quello che lo stile neoclassico potrebbe esigere.
La facciata termina con un timpano profondo e presenta una serie di elementi sporgenti che rendono più varia la superficie, come le due lesene i lati o le profilature degli elementi di apertura. Il portale è semplice e senza decorazioni e sopra di esso si trova una finestra a forma di lunetta. 
L'abside è semicircolare.
Sulla fiancata sinistra si evidenzia una cappella laterale semicircolare che corrisponde a una cappella interna. Sull'altro lato si trovano addossati edifici della canonica in cui si inserisce il campanile. Questo si presenta slanciato, ma senza elementi a punta nel finale. La cella campanaria è identificata da aperture ad arco piuttosto ampie.